# 1. HFC Humenné
Der 1. HFC Humenné ist ein slowakischer Fußballverein aus Humenné. Er wurde 1908 als Homonnai Atlétikai Club, kurz HAC, gegründet.
Zwischen 1993 und 2000 spielte Humenné in der höchsten slowakischen Spielklasse, der Corgoň liga. 1996 gewann der Klub unter dem Namen Chemlon Humenné den Slowakischen Pokal.

## Vereinsgeschichte
1908 gegründet erreichte der Klub als TJ Chemlon Humenné 1975 die damals drittklassige slowakische Nationalliga SNL. 1977 kam es zu einer Reorganisation der Ligenstruktur im tschechoslowakischen Fußball, wodurch die SNL zweitklassig wurde. Chemlon Humenné hielt sich in den folgenden 15 Jahren in der SNL, ohne jemals in den Aufstiegskampf einzugreifen.
Die Spielzeit 1992/93 war die letzte gemeinsame Saison der Tschechoslowakei. Die ersten sechs Vereine der inzwischen in 1. SNFL umbenannten slowakischen Nationalliga sollten in die neue erste slowakische Liga aufsteigen. Chemlon Humenné belegte den fünften Platz und war damit zum ersten Mal in der Vereinsgeschichte erstklassig.
1993/94 konnte Humenné nur aufgrund des besseren direkten Vergleichs gegenüber dem punktgleichen FC Nitra den Abstieg vermeiden. Im folgenden Jahr wurde man bei einem Absteiger Vorletzter. 1996 gelang Humenné der bis dato größte Erfolg, der Gewinn des slowakischen Fußballpokals. Im Endspiel besiegte Chemlon Humenné Spartak Trnava mit 2:1. Gleichzeitig erreichte man mit dem siebten Platz auch die beste Platzierung in der 1. Liga.
Im Europapokal der Pokalsieger 1996/97 besiegten die Slowaken in der Qualifikationsrunde den albanischen Vertreter KS Flamurtari Vlora mit 1:0 und 2:0. In der ersten Runde erwies sich AEK Athen als zu große Hürde. In Athen verlor man mit 0:1, zu Hause mit 1:2.
Nach einem elften, neunten und zehnten Platz musste der 1997 in HFC Humenné umbenannte Klub 1999/2000 als Tabellenzwölfter in die zweite Liga absteigen, da die erste Liga von 16 auf zehn Teilnehmer reduziert wurde.
Nach mäßigen Leistungen konnte sich der HFC Humenné 2003/04 nicht in der zweiten Liga halten und stieg ab. Mit einem 2:1-Sieg nach Verlängerung im Entscheidungsspiel gegen Tatran NAO Liptovský Mikuláš gelang Humenné im Juli 2005 die sofortige Rückkehr in die 2. Liga. 2005/06 belegte Humenné den elften Platz, 2006/07 nach der Hinrunde ebenfalls den elften Rang.

## Erfolge
- Slowakischer Pokalsieger 1996
- Teilnahme am Europapokal der Pokalsieger 1996/97

## Europapokalbilanz
| Saison  | Wettbewerb                  | Runde         | Gegner              | Gesamt | Hin     | Rück    |
| ------- | --------------------------- | ------------- | ------------------- | ------ | ------- | ------- |
| 1996/97 | Europapokal der Pokalsieger | Qualifikation | KS Flamurtari Vlora | 3:0    | 1:0 (H) | 2:0 (A) |
| 1996/97 | Europapokal der Pokalsieger | 1. Runde      | AEK Athen           | 1:3    | 0:1 (A) | 1:2 (H) |

Gesamtbilanz: 4 Spiele, 2 Siege, 2 Niederlagen, 4:3 Tore (Tordifferenz +1)

## Vereinsnamen
- 1908 – Homonnai Atlétikai Club
- 1945 – HAC Humenné
- 1948 – Sokol Humenné
- 1949 – HAC Humenné
- 1951 – HAC CSZZ Humenné
- 1952 – CSZZ Humenné
- 1953 – DSO Tatran Humenné

Altes Logo von 1991 bis 1997

- 1959 – Fusion mit Lokomotiva Humenné und Chemko Humenné
- 1967 – TJ Chemko Humenné
- 1968 – TJ LCHZZ Humenné
- 1973 – TJ Chemlon Humenné
- 1991 – FC Chemlon Humenné
- 1997 – HFC Humenné
- 2006–1. HFC Humenné